# Glikozylofosfatydyloinozytol
Glikozylofosfatydyloinozytol, glikofosfatydyloinozytol, GPI – glikolipid służący w komórce do potranslacyjnej modyfikacji białek. Doczepia się on do końca C białek. Białka takie nazywa się „zakotwiczonymi przez glikozylofosfatydyloinozytol” (ang. GPI-anchored).
Kotwica glikozylofosfatydyloinozytolowa składa się z hydrofobowego fosfatydyloinozytolu, połączonego z C-końcowym aminokwasem białka za pośrednictwem łącznika (ang. linker) cukrowego (glukozoamina i mannoza połączone z grupą fosforanową etanoloaminy fosfatydyloinozytolu). Z kolei dwie reszty kwasów tłuszczowych, będących podstawnikami pierścienia fosfatydyloinozytolu, kotwiczą strukturę (białko) w błonach biologicznych.
Modyfikacja białek motywem glikozylofosfatydyloinozytolowym ma miejsce w siateczce śródplazmatycznej. Białko początkowo utrzymywane jest w błonie hydrofobowym końcem C, który zostaje odcięty przez odpowiednią proteazę i zamieniony na glikozylofosfatydyloinozytol, przejmujący funkcję kotwiczenia białka. Kotwiczenie za pośrednictwem GPI różni się od utrzymywania białka w błonie hydrofobowym motywem peptydowym (por. białka integralne i białka zakotwiczone). Glikozylofosfatydyloinozytol może ulec cięciu przez fosfolipazy: fosfolipazę C oraz swoistą dla niego fosfolipazę D, co powoduje regulowane uwalnianie białek z błony i pełni rolę w przekazywaniu i generowaniu sygnałów komórkowych.
Białka zakotwiczone motywem GPI są związane z tratwami lipidowymi.
Defekty kotwic glikozylofosfatydyloinozytolowych skutkują rzadkim schorzeniem: napadową nocną hemoglobinurią.